# 絲尾塔氏魚
絲尾塔氏魚（学名：Talismania longifilis），又名黑頭魚，为黑頭魚科塔氏魚屬下的一个种，為深海魚類，分布於東大西洋西撒哈拉至安哥拉；印度西太平洋莫三比克海脊、大澳洲灣海域，體長可達46.3公分，棲息在中層水域，生活習性不明。